# NGC 6902B
NGC 6902B is een balkspiraalstelsel in het sterrenbeeld Boogschutter. Het hemelobject werd op 2 september 1836 ontdekt door de Britse astronoom John Herschel.

## Synoniemen
- ESO 285-5
- MCG -7-41-33
- AM 2019-442
- PGC 64580